# 清水川 (青森県)
清水川（しみずがわ）は、青森県東津軽郡平内町を流れる二級河川清水川水系本流の河川である。

## 概要
大毛無山(736.5m)および三角岳(753m)北麓に端を発し「西の沢」は渓谷と不動の滝を形成し「三角沢」に流入する、本流の「三角沢」は多数の渓流と合流しつつ水量を増やし、「西の沢」が流入後、ほぼ直線的に北上し陸奥湾へ流入する。河口付近は、国の特別天然記念物小湊のハクチョウおよびその渡来地として有名である。

## 青垣の山
上流は林野庁により「青垣の山」として水源の森百選。に選定されている。（データは指定年1995年（平成7年）7月）
| 山岳            | 面積(ha) | 標高(m)  | 人工林(%) | 天然林(%) | 主な樹種   | 制限林                         | 種類           |
| --------------- | -------- | -------- | --------- | --------- | ---------- | ------------------------------ | -------------- |
| 大毛無山 三角岳 | 1,800    | 250～750 | 60        | 40        | ビバ・ブナ | 土砂流出防備保安林、保健保安林 | 流水（清水川） |

昭和40年代までの大規模伐採で、大雨等の洪水や土砂災害を繰り返していた。松緑神道大和山がこの土地を所有管理し、公共事業により整備した結果、緑豊かな「青垣の山」が復興された。平内町の重要な集水地域となっている。
- 所在地：青森県東津軽郡平内町大字外童子字滝ノ沢